# Saint-Georges (Tarn-et-Garonne)
Saint-Georges település Franciaországban, Tarn-et-Garonne megyében. Lakosainak száma 271 fő (2022. január 1.). Saint-Georges Cayriech, Lavaurette, Puylaroque és Septfonds községekkel határos.

## Népesség
A település népessége az elmúlt években az alábbi módon változott:
| Lakosok száma | 246  | 257  | 267  | 261  | 263  | 261  | 267  | 268  | 271  |
|               | 2013 | 2015 | 2016 | 2017 | 2018 | 2019 | 2020 | 2021 | 2022 |